# Gremialismo

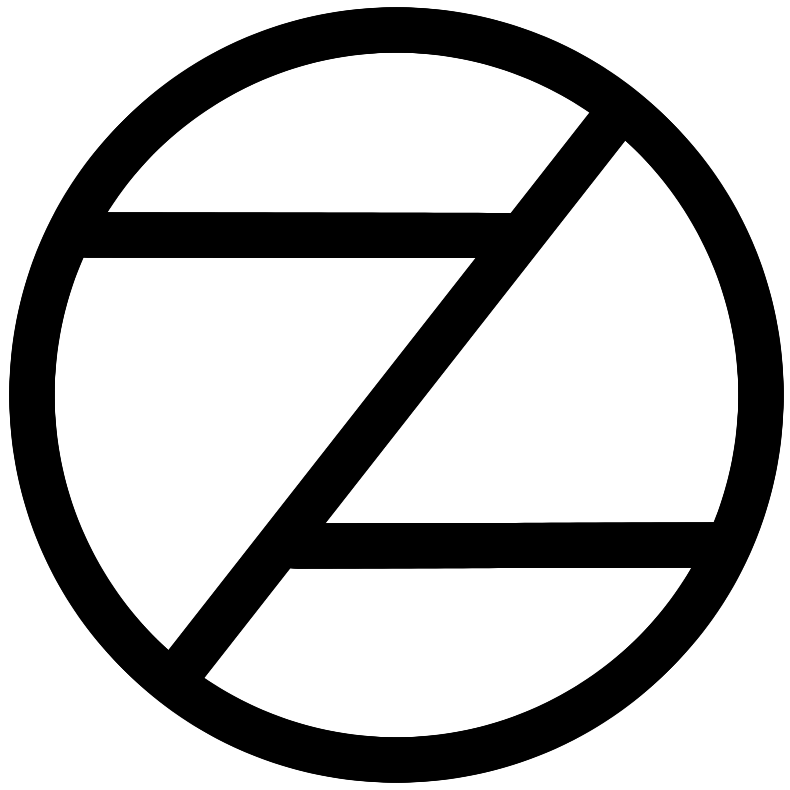
Simbolo gremialista

Con il termine gremialismo si intendono dei movimenti nazionalisti e corporativisti nati in America Latina, che seguono un'ideologia sociale, economica e politica influenzata dalla Dottrina sociale della Chiesa cattolica, la quale sostiene che ogni ordine sociale dovrebbe basarsi in società intermedie tra le persone e lo Stato, creati e gestiti in libertà e l'ordine inoltre dovrebbe servire gli scopi per cui sono stati creati.

## Storia

### In Argentina
Negli anni quaranta in Argentina, emerse un movimento che rivendicava il ruolo dei corpi sociali intermedi, conciliando in economia le antiche corporazioni, con le moderne strutture del capitalismo. Si sviluppò un gremialismo obrero, patronal e intellectual.

### In Cile
In Cile fu fondato da Jaime Guzmán, che diede vita nel 1967 al Movimiento Gremial, un movimento filo-corporativista nazional cattolico, ispirato alla dottrina sociale della Chiesa Cattolica. 
Con lo slogan "Nuevos hombres para una nueva Universidad", dal 1969 conquistò la maggioranza dei voti all'università cattolica cilena . Il Movimento ebbe il controllo ininterrotto della Federazione degli studenti dell'Università cattolica del Cile (FEUC) tra il 1969 e il 1985, con 5 presidenti eletti.
Presto divenne un vero e proprio movimento di massa della borghesia, ma anche con una forte componente sindacale tra i minatori e i trasportatori, contro il governo di Salvador Allende nel 1972, che avrebbe avuto un forte ruolo nel consegnare una base popolare di consenso al golpe della giunta militare, guidata da Pinochet del settembre 1973. Guzmán fu poi l'ideologo della costituzione cilena del 1980.
Nel 1983 Guzmán si spostò su posizioni più liberiste e conservatrici, ma sempre vicine al governo del generale, fondando il movimento Unione Democratica Indipendente, di cui fu presidente fino al 1987. Divenuto senatore,  fu assassinato da terroristi comunisti nel 1991.